# 52.ª División (Ejército Popular de la República)
La 52.ª División fue una de las divisiones del Ejército Popular de la República que se organizaron durante la guerra civil española sobre la base de las Brigadas Mixtas. Llegó a operar en los frentes de Levante y Extremadura.

## Historial
Durante 1937 en el frente Norte ya había existido una división que empleó esta numeración.
En la primavera de 1938, en el seno del XVII Cuerpo de Ejército, se creó una división que recibió la numeración «52». El mando recayó en el teniente coronel Pedro Martínez Cartón. En junio la división fue enviada al frente de Levante, donde —integrada en el XXI Cuerpo de Ejército— resistió la ofensiva franquista que pretendía conquistar Valencia. 
En agosto la división fue enviada como refuerzo al frente de Extremadura, para hacer frente a la ofensiva franquista en este sector. Quedó afecta al VII Cuerpo de Ejército, participando en los contraataques republicanos que lograron estabilizar la situación y recuperar terreno. En septiembre participaría junto al VIII Cuerpo en una fallida ofensiva sobre Córdoba. A finales de año la unidad fue adscrita a la recién creada Agrupación «Toral», en el frente Sur. La 52.ª División intervendría en enero de 1939 en la batalla de Valsequillo, donde concentró sus ataques contra las posiciones de la 11.ª División franquista en las sierras del Torozo. Poco tiempo después Martínez Cartón sería relevado del mando, siendo sustituido por el mayor de milicias Miguel Torruz. La división se autodisolvió al final de la contienda, en marzo de 1939.

## Mandos
Comandantes
- Teniente coronel Pedro Martínez Cartón;[11]
- Mayor de milicias Miguel Torrús Palomo;[12]

Comisarios
- Pedro Orgaz Librero, del PCE;[13]

## Orden de batalla
| Fecha                | Cuerpo de Ejército adscrito | Brigadas Mixtas integradas | Frente de batalla |
| -------------------- | --------------------------- | -------------------------- | ----------------- |
| 21 de julio de 1938  | XXI Cuerpo de Ejército      | 195.ª, 196.ª y 197.ª       | Levante           |
| 11 de agosto de 1938 | XVI Cuerpo de Ejército      | 43.ª, 175.ª y 197.ª        | Levante           |